# Fratura (geologia)

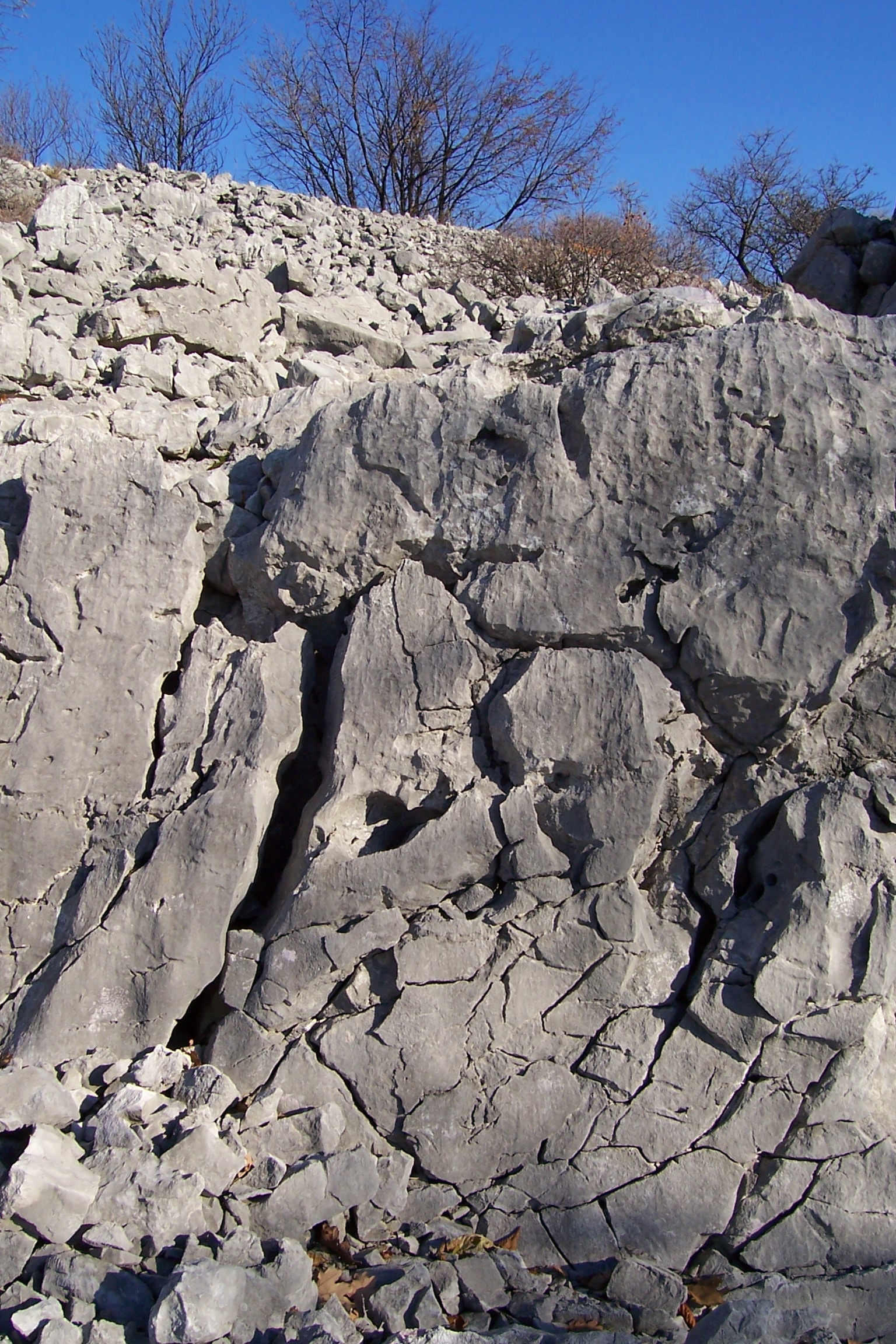
Exemplo de fractura visível no volume de uma rocha.

Em geologia, uma fractura (ou litoclase) é uma superfície num volume de rocha onde não se observa deslocamento relativo entre blocos, distinta da falha, que apresenta deslocamento paralelo ao plano da fratura, e da diaclase, onde o deslocamento é perpendicular (afastamento).

## Fractura tectónica
Uma fratura tectónica, também designada por litoclase, é uma fenda ou descontinuidade na litosfera produzida por forças tectónicas. Formam-se quando a resistência mecânica do terreno é ultrapassada por deformações (dobras) e rupturas. Nas diaclases ou fracturas simples, não há deslocamento, os dois bordos mantêm as suas posições relativas um ao outro. Em contrapartida, nas falhas, ou paraclases, os dois blocos afectados são deslocados um em relação ao outro.
O desenvolvimento de fracturas num maciço rochoso leva a uma perda de coesão e a um aumento da porosidade e da permeabilidade. É de salientar que os planos de clivagem não constituem necessariamente fracturas e que os estilólitos também não devem ser confundidos com fracturas.